# Побєда (Багратіоновський район)
Побєда (рос. Победа) — селище Багратіоновського району, Калінінградської області Росії. Входить до складу Нівенського сільського поселення.
Населення — 168 осіб (2015 рік).